# Jan Hartvík z Nostic
Jan Hartvík z Nostic (německy Johann Hartwig von Nostitz; 1610 Kunzendorf, Lehnické knížectví – 27. března 1683 Vídeň) byl český šlechtic a politik hornolužického původu, rytíř řádu zlatého rouna.

## Život

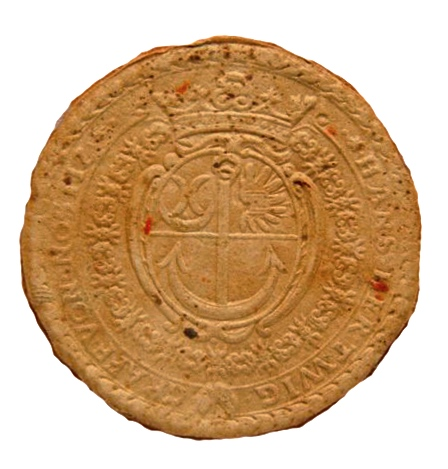
Pečeť nejvyššího kancléře Jana Hartvíka z Nostic v letech 1652–1683 za panování císaře Ferdinanda III.

Jan Hartvík z Nostic byl nejmladším synem Jana Mikuláše z Nostic (1562 v Budyšíně – 29. července 1619) z rottenburské větve rodu a jeho druhé manželky Žofie z Nostic-Rottenburgu. Jeho starším bratrem byl Ota z Nostic (23. května 1608 – 14. listopadu 1664), později užívající přídomek z Nostic-Rokytnice, tajný rada, hejtman vratislavský, hejtman ve Svídnicku a Javorsku, zakladatel rokytnické pošlosti české větve nostického rodu, syn Jana Mikuláše z Nostic a jeho první manželky Heleny ze Schlichtingu.
Významnou událost v Janově životě představovalo zdědění majetku a panského titulu po jeho zemřelém strýci Otovi roku 1631 (český stav svobodných pánů, 29. ledna 1631). Aby se dědictví ujal, přestěhoval se do Čech, stal se obyvatelem Českého království a brzy se začal účastnit i jeho politického života. V letech 1638–1642 byl radou dvorského a komorního soudu, roku 1644 byl jmenován prezidentem rady nad apelacemi. Dne 6. srpna 1646 byl povýšen do hraběcího stavu Českého království. Dne 9. května 1651 obdržel říšský hraběcí stav, 16. května pak byl jmenován nejvyšším zemským komorníkem. Dne 5. února 1652 se stal nejvyšším kancléřem, v kterémžto úřadě působil až do své smrti. Kromě toho byl c. k. tajným radou a roku 1672 byl dokonce vyznamenán Řádem zlatého rouna. V roce 1658 byl přítomen zvolení a korunovaci Leopolda I. na římského císaře.
Zemřel 27. března 1683 ve Vídni a byl pohřben v rodové hrobce pod kaplí sv. Anny (Nostickou kaplí) v katedrále sv. Víta v Praze.

## Majetek a mecenášství
Jan Hartvík z Nostic zdědil Falknov (Sokolov), Jindřichovice, Řehlovice a Měšice. Spoustu statků pak sám také skoupil, a to roku 1651 Grabštein, 1652 Pakoměřice a Líbeznice, 1654 Bašt, 1662 Trmice, 1666 Kraslice, 1667 Žďár, též Žernoseky.
Od mohučského arcibiskupa obdržel roku 1673 část říšského hrabství Rieneck, čímž nabyl i práva účastnit se kollegia Franckého kraje, do něhož byl uveden roku 1674. Zděděné pražské domy na Malé Straně pak nechal přestavět v šedesátých a sedmdesátých letech 17. století patrně Francescem Carattim (nebo Carlem Luragem) na honosný Nostický palác.
Byl donátorem 13. kaple Svaté cesty z Prahy do Staré Boleslavi. Kaple byly stavěny v letech 1674–1690, v horním rohu výklenku bylo jméno stavebníka a jeho erb.

## Sběratelství umění

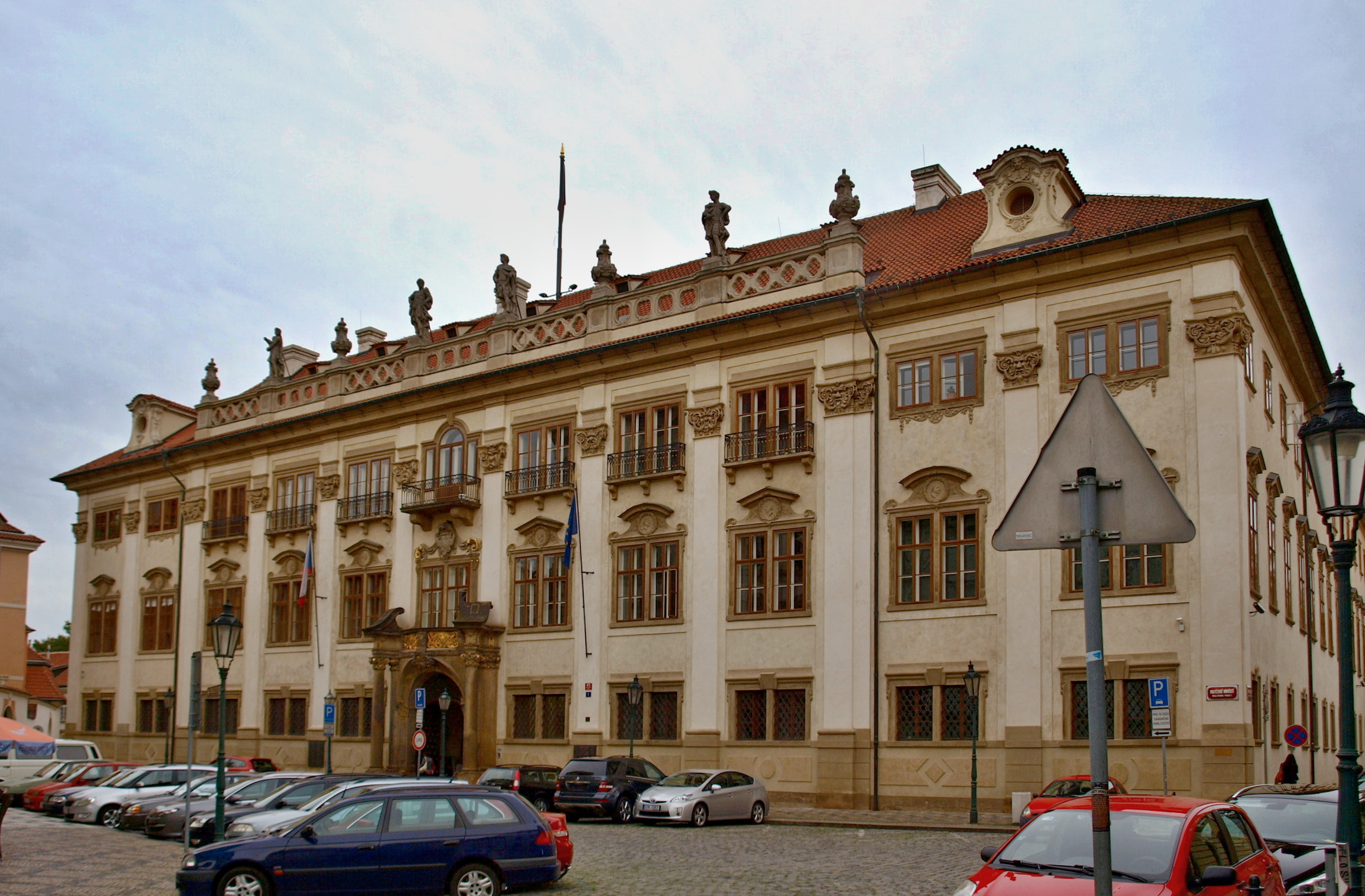
Nostický palác na Malé Straně v Praze

Založil Nostickou obrazárnu, z větší části dodnes dochovanou ve sbírkách Národní galerie v Praze. Soudobou nizozemskou malbu nakupoval ve vídeňské pobočce Forchhondtova antverpského obchodu a v českých ateliérech svých současníků, například Karla Škréty nebo Michaela Leopolda Willmanna. Obrazy stejně jako uměleckořemeslné předměty, zejména nádobí (stříbro, glyptiku, sklo) shromáždil ve svém zámku ve Falknově.

## Rodina

### První manželství
Jan Hartvík z Nostic byl dvakrát ženatý. Poprvé se oženil roku 1638 s říšskou hraběnkou Kateřinou Marií ze Žďáru (narozena asi 1622 či těsně poté, zemřela počátkem roku 1658, pohřbena zřejmě v rodové hrobce v katedrále svatého Víta v Praze). Kateřina Marie pocházela z vlivné a zámožné katolické rodiny hrabat ze Žďáru. Byla dcerou předního dvořana, českého dvorského maršálka a říšského hraběte Floriána Jetřicha ze Žďáru (1598–1653) a po matce Alžběte Koroně Bořitové z Martinic (asi 1603/1604–1649) byla vnučkou proslulého politika Jaroslava Bořity říšského hraběte z Martinic. Tyto rodové okolnosti přispěly v následujících letech (po sňatku) k Janově politickému a společenskému vzestupu.

### Druhé manželství
Po smrti Kateřiny Marie na prahu jara roku 1658 se ještě téhož roku na podzim oženil podruhé s Eleonorou Marií říšskou hraběnkou (Popelovou) z Lobkovic, ovdovělou říšskou hraběnkou Hovorovou (v jejím případě nesprávně Berkovou!) z Dubé a Lipé, († 22. srpna 1681, pohřbena u kapucínů v Sokolově).
Jan Hartvík měl s první chotí vícero dětí (dle archivních podkladů asi 7, ale možná i 8), ale ty měly údajně zemřít všechny předčasně v dětství či před svou dospělostí. Se svou druhou manželkou měl jistě syna Václava Desideria (* asi 1669, jinde chybně i 1654!, † 1701?). Většinou se (možná nesprávně!) uvádí, že měl s druhou chotí i staršího syna Antonína Jana. U něho však není jisté datum narození. Většinou se udává rok 1656, ale i 1652 atp. Pokud by tomu tak bylo, byl by Antonín Jan ještě synem první Janovy choti - hraběnky ze Žďáru. Vyskytuje se ale i datum narození k roku 1659 (uvádí ho například historik Petr Maťa), které by dosvědčilo, že byl potomkem až druhé Janovy manželky, se kterou se Jan oženil roku 1658. Potomci Jana Hartvíka nesli přídomek "von Nostitz-Rieneck" (počeštěně z Nostic-Rieneck) a žijí dodnes.